# ウスキケンイチ (小惑星)
(24960) ウスキケンイチ（英語: Usukikenichi) は、小惑星帯を公転している小惑星である。

## 発見と特徴
ウスキケンイチは、1997年10月6日に北海道の北見市で観測を行っていた渡辺和郎と円舘金による観測から発見された。発見時の見かけの明るさは17.6等級で、発見されてからも多数の観測が行われており、2024年4月時点で約2,000回の観測記録がある。
小惑星帯の中では比較的外側に位置しており、太陽から約 3.172 au（約4億7500万 km）離れた軌道を約5年かけて公転している。広視野赤外線探査機 (WISE) によるNEOWISE計画によって観測された際の測定結果によると、直径は約 12 km と考えられており、アルベド（反射能）は 0.055 と低い。

## 名称
発見時に与えられた仮符号は 1997 VT17。渡辺和郎と円舘金によって発見される約12年前の1985年8月16日から8月17日にかけて、アメリカのパロマー天文台から3回観測されていた小惑星 1985 QT1 と同一であることが過去の観測記録から分かっている。
発見から長らくは固有名が与えられていなかったが、約34年後の2023年11月8日に国際天文学連合 (IAU) の小天体の命名に関するワーキンググループ (WGSBN) が公開した「WGSBN Bulletin」にて、Usukikenichi という固有名が正式に承認された。この名称は福島県のアマチュア天文家である薄謙一に因んだもので、薄は会津天文同好会を主宰し、1998年のうしかい座流星群の突発出現を検出して2001年に第1回日本天文学会天文功労賞を受賞したことで知られる。